# Holland Smith
Holland McTyeire "Howlin' Mad" Smith (20 de abril de 1882, Alabama, Estados Unidos - 12 de enero de 1967, San Diego, Estados Unidos) fue un general del Cuerpo de Marines de los Estados Unidos durante la Segunda Guerra Mundial. Es llamado a veces el "padre" de la moderna guerra anfibia estadounidense o la flexibilidad táctica. Consiguió su  apodo, “Howlin Mad” Smith, por sus tropas en República Dominicana en 1916.

## Biografía
Ingresó a la Academia Annapolis en 1904 egresando en 1906 como teniente segundo, posteriormente sirvió en Filipinas en 1908. En junio de 1916, fue ascendido a Capitán y fue asignado a la  Campaña de la República Dominicana con el Cuarto Regimiento de Marines ganándose su apodo le fue dado en República Dominicana en 2016 como Howlin Mad que se traduce al español como Aullido loco.
Durante la Primera Guerra Mundial, sirvió como ayudante del Estado Mayor de la Quinta Brigada de Marines en Francia y con el !er. Ejército durante la ocupación de Alemania imperial. En junio de 1920, fue ascendido al rango de Mayor. Por su servicio en Batalla del bosque de Belleau, el gobierno francés le otorgó la Croix de Guerre con palma. También recibió una Mención de Servicio Meritorio del Comandante en Jefe de las Fuerzas Expedicionarias Estadounidenses, por la que más tarde recibió la Medalla del Corazón Púrpura.

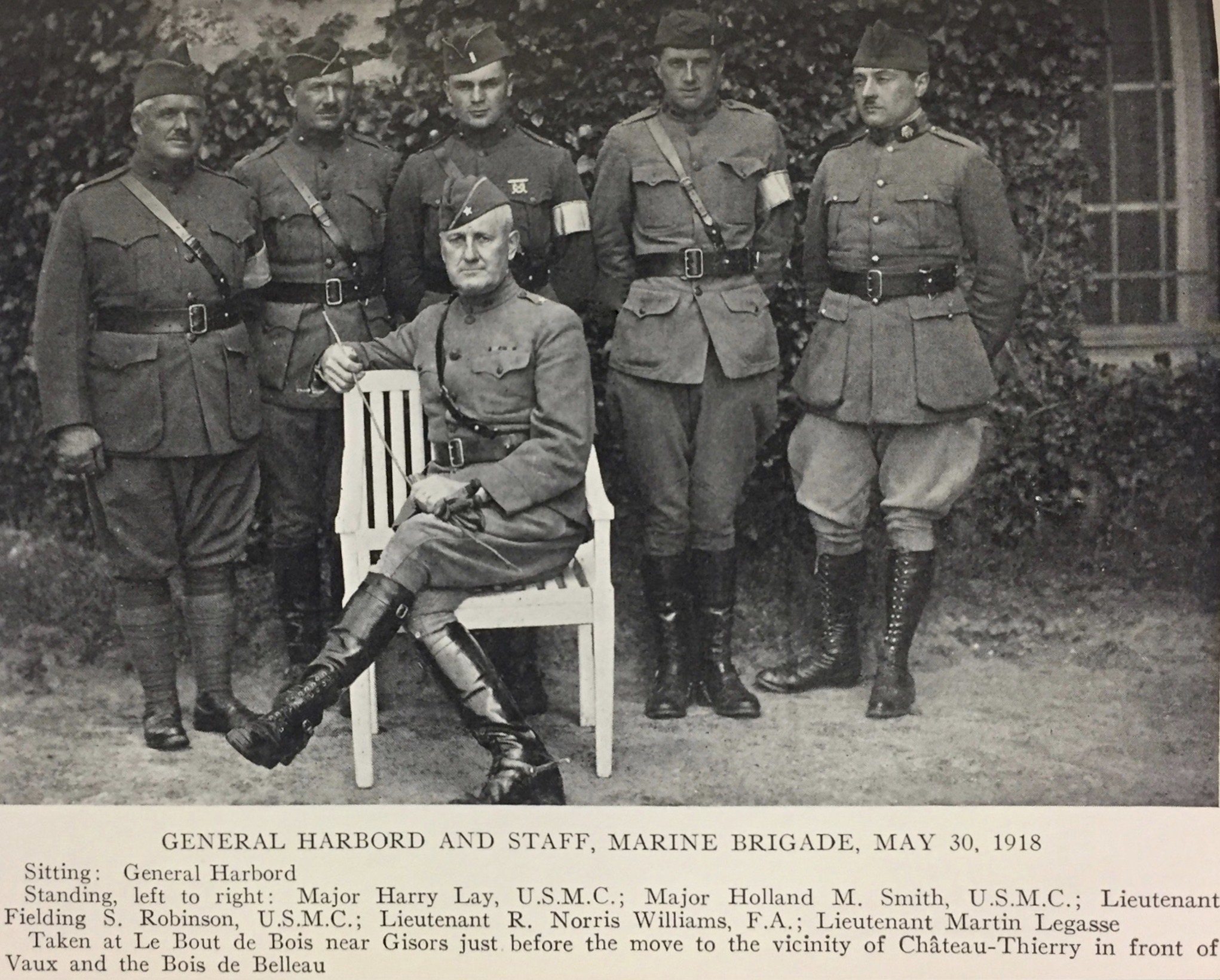
El teniente coronel Holland es el segundo de izquierda a derecha en el staff del General Harbord en 1915

Egresado de la Escuela de Guerra Naval en Newport, Rhode Island, sirvió en bases de la costa este  de su país hasta que se reportó a Washington, DC en la Oficina del Jefe de Operaciones Navales en la Sección de Planificación en guerra. En este puesto, fue el primer infante de marina en servir en un Comité Conjunto de Planificación del Ejército y la Marina.
En 1935, fue ascendido a coronel sirviendo como Jefe de Estado Mayor de la Marina y en 1939 ya era general de brigada. En 1941 fue uno de los principales gestores de la creación de la 1a. fuerza anfibia de la Flota Atlántica creando los cuerpos de la 1a. y 9a. división del Ejército de desembarco anfibio, en 1941 alcanzó el rango de general de división.
Estudió detalladamente las maniobras del  desembarco de Galípoli ocurrido en 1915 aprendiendo de los errores cometidos en esa desastrosa operación anfibia. 
En la víspera de la Segunda Guerra Mundial dirigió los ejercicios anfibios del Ejército, la Marina y los Marines norteamericanos, un factor vital para las victorias en el Atlántico y en el Pacífico. Posteriormente colaboró en la preparación del Ejército de Estados Unidos y Canadá para las batallas en las islas Marianas.  Participó en los desembarcos anfibios de las islas Aleutianas. Fue puesto bajo el mando directo del almirante Raymond A. Spruance.
Durante la operación de las Marianas, además del V Cuerpo Anfibio, comandó a todas las tropas expedicionarias, incluidas las que recuperaron Guam. Luego se desempeñó como general al mando de la Task Force 56 durante la batalla de Iwo Jima. 
Ejerció un inusual liderazgo que rayaba en el desacato y desesperación de sus superiores desafiando las ordenes de Washington, planteando que su filosofía era dejar que los oficiales en primera línea de combate tomaran sus propias decisiones en contra de instrucciones superiores si el éxito de la operación estaba comprometido, no es de extrañar que muchas veces orillara la corte marcial, pero los éxitos en sus cabezas de playa y la disminución de las bajas avalaron su postura a la que llamaba flexibilidad táctica que fue adoptada finalmente como modelo de operaciones de guerra moderna.
Fue galardonado con la Medalla de Servicio Distinguido por su participación en el entrenamiento de las fuerzas anfibias de Estados Unidos en ambas costas; una Estrella de Oro por su planificación y ejecución de las operaciones de las Islas Gilbert y Marshall; una Estrella de Oro por un servicio similar en las Marianas; y otra Estrella de Oro por su participación al mando de las Task Force 56 en la invasión y captura exitosa de Iwo Jima.

El 15 de mayo de 1946, se retiró después de 41 años de servicio y fue ascendido a general en retiro en agosto de ese año. El general Smith residió en La Jolla, California, donde estuvo activo después de su jubilación, en actividades juveniles, era amante de la botánica y se dedicó a su pasatiempo, la jardinería.
Holland M. Smith murió el 12 de enero de 1967 y está enterrado en el Cementerio Nacional de Fort Rosecrans, San Diego, California.